# Internet in Kiribati
In Kiribati nutzten 2016 etwa 12,9 % der Bevölkerung das Internet, was weit unter dem weltweiten Durchschnitt von 51,7 % liegt. Die Top-Level-Domain von Kiribati lautet .ki

## Verbreitung
Kiribati hat eine der niedrigsten Internet-Durchbruchsraten der Welt. Durch seine isolierte Lage mitten im Pazifik sind die Preise für Internet sehr hoch. Eine 512 Kbps Leitung kann monatlich bis zu 500 US-Dollar kosten, außerdem müssen weitere 400 US-Dollar für die Installation gezahlt werden. Kiribati hat ein durchschnittliches tägliches Einkommen von ungefähr fünf US-Dollar. Ein weiteres Hindernis für Internet sind Probleme bei der Stromversorgung. So haben nur 71 % der Haushalte in der Hauptstadt South Tarawa Strom, während es auf dem Atoll Kiritimati nur 85 % sind.
2012 hatten 15,6 % der Einwohner Kiribatis ein Mobiltelefon. Es gibt nur einen Mobilfunkanbieter, Telecom Services Kiribati Limited.

## Internetfreiheit und Zensur
Die Regierung von Kiribati schränkt keinen Zugang ein und entfernt keine Inhalte. Des Weiteren gibt es keine glaubwürdigen Berichte, dass die Regierung Internetverkehr ohne rechtliche Grundlage aufzeichnet oder speichert.